# Gary Irvine
Gary Irvine (Bellshill, 17 maart 1985) is een Schotse voetballer (verdediger) die sinds 2010 voor de Schotse tweedeklasser Dundee FC uitkomt. 